# Svenskt Diplomatarium

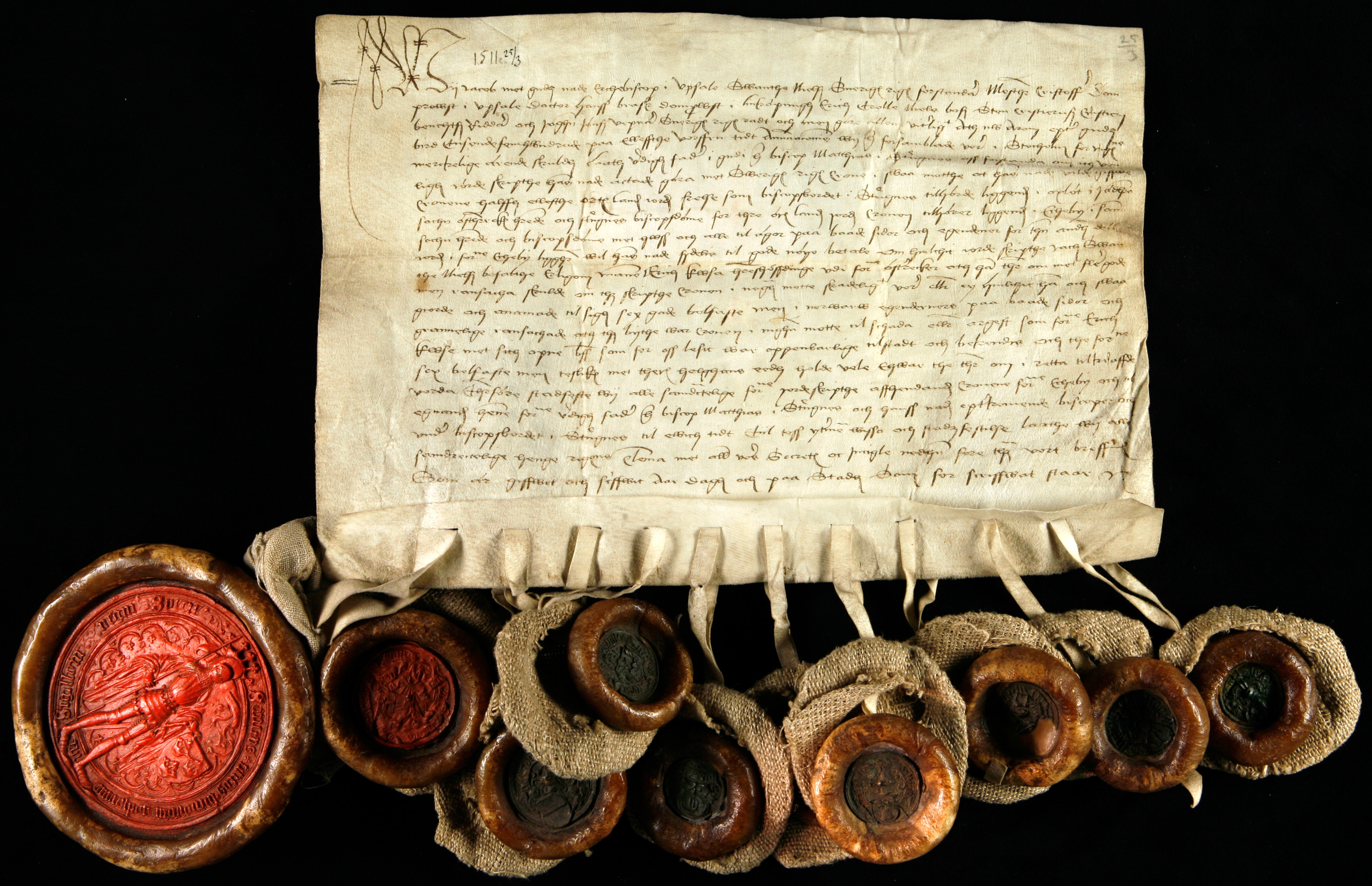
Godkännande av jordaskifte mellan biskopen i Strängnäs och kronan från Svenskt Diplomatarium.

Svenskt Diplomatarium är en tryckt utgåva av medeltida svenska dokument som bevarats i original eller genom avskrifter (medeltida eller eftermedeltida) som till en del förvaras i Riksarkivet men även på många andra ställen, till exempel Uppsala universitetsbibliotek. En del av originalen finns utomlands. 

## Idag hos Riksarkivet
Svenskt Diplomatarium är en tryckt skriftserie som utges av Riksarkivet. Diplomatariet är den främsta källsamlingen för svensk medeltidshistoria. De flesta dokumenten är original från medeltiden på pergament eller papper men det ingår även senare avskrifter. Många av breven är försedda med utfärdarnas och vittnens sigill som under medeltiden oftast lades i en tygpåse och fästes vid dokumentet med en pergamentremsa. Sigillen är vanligtvis tryckta i en klump bivax med en sigillstamp av metall. I de fall då sigillering av pappersbrev förekommer rör det sig om ett avtryck direkt på papperet.
Texterna ges ut vetenskapligt i serien Svenskt Diplomatarium (Diplomatarium Suecanum) där texterna återges på originalspråk (oftast latin eller fornsvenska), sammanfattas på modern svenska, kommenteras och förses med såväl språkliga som innehållsliga noter. Utgivningen startades redan 1829 av Johan Gustaf Liljegren och andra har sedan givit ut nya häften. Nuvarande (sedan 2000) huvudredaktör är Claes Gejrot. Hittills har man hunnit ge ut breven fram till och med 1382 och 1401–20.
Svenskt Diplomatarium har också en parallell serie som är inriktad på påvliga brev rörande Sverige och svenskar under medeltiden, främst bevarade genom avskrifter i Vatikanarkivet. Inom denna appendixserie till Diplomatariet har flera volymer publicerats. Serien bär det latinska namnet Acta Pontificum Svecica ("Handlingar rörande Sveriges förbindelser med påvemakten"). Inom serien utgavs först kameralt material, i volymerna Acta Cameralia (utgivna genom Ludvig Magnus Bååth 1936–1957). Den senaste diplomatarievolymen med svenskt påvligt material är Auctoritate Papae (utgiven av latinisten Sara Risberg och den finska historikern Kirsi Salonen 2008). Denna bok innehåller bevarade svenska suppliker till det påvliga penitentiarieämbetet fram till 1526. 
Diplomatariets huvudkartotek (förkortas SDHK) finns tillgängligt gratis via Internet och omfattar över 44 000 brevtexter med moderna sökmöjligheter.

## Enskilda samlingar
De första svenska diplomatarierna samlades av privatpersoner, till exempel 
- biskop Hans Brask
- Erik Larsson Sparre
- Hogenskild Bielke
- Arrhenius-Örnhiälms avskrifter av kyrkliga handlingar och påvebullor i 14 band
- Johan Peringskiölds Bullarium, kungabrev, Pietas arctoa (testamenten och gåvobrev)
- Johan Hadorphs samlingar
- Erik Benzelius den yngre gjorde samlingar till ett kyrkligt diplomatarium, Repertorium Benzelianum (utgiven av Johan Henrik Lidén, 1791)
- Nils Reinhold Brocmans ofullbordade Opus diplomaticum Sueciæ

## Det första nationella diplomatariet
Sven Lagerbring tog initiativ till ett svenskt Corpus diplomaticum vilket senare utvecklades av Carl Gustaf Nordin och Eric Michael Fant. Fant framlade redan 1778 i Stockholms lärda tidningar en stort upplagd plan för utgivning av källskrifter till Sveriges historia, omfattande inte endast ett diplomatarium, utan även en samling av den svenska medeltidens historiska anteckningar och krönikor. I flera småskrifter gjorde han förarbeten för ett diplomatarium. Nordin fick 1781 tjänstledighet från sin lektorsbefattning i Härnösand för att uteslutande arbeta på ett sådant Corpus diplomaticum, omfattande både urkunder och historiska skrifter men han hade inte tillräckligt med tid. Den senare delen av planen började omsider förverkligas i det av Fant år 1818 utgivna första bandet av Scriptores rerum svecicarum medii aevi (Skrifter från svensk medeltid).
Slutligen lyckades Johan Gustaf Liljegren intressera några hävdaforskningens vänner, bland andra Gustaf Vilhelm af Tibell, Jakob Adlerbeth, Clas Livijn och Leonard Fredrik Rääf, för utgivandet av en fullständig, kronologiskt ordnad, samling av medeltidsurkunder rörande Sverige. 
År 1829 kunde han ge ut första bandet av Svenskt Diplomatarium, ett verk, som alltifrån sin början visat sig vara av oskattbart värde för kännedomen om Sveriges äldre historia, odling och språk. Liljegren utgav även andra bandet. Efter hans död övertogs arbetet av Bror Emil Hildebrand, som år 1865 hade givit ut band 3–5 och hunnit till och med 1347. Sedermera övergick utgivningen till Riksarkivet, som för detta ändamål fick en donation av greve Carl Erik Ludvig Walter Posse och 1875 påbörjades en ny serie, från 1401, under redaktion av Carl Silfverstolpe.

## Liknande mindre diplomatarier
Ett arbete av samma slag som Svenskt diplomatarium, men av mera begränsat omfång, är Diplomatarium dalekarlicum, en urkundssamling rörande Dalarna, utgiven av Carl Gustaf Kröningssvärd och Johan Wilhelm Lidén (1842–53). År 1900 började Lauritz Weibull ge ut Diplomatarium dioecesis Lundensis (Lunds ärkestifts urkundsbok), av vars tredje del tre häften utkommit (före 1910), och 1901 gav han ut Diplomatarium civitatis Malmogiensis ("Malmö stads urkundsbok), första häftet.
Dalslands diplomatarium (289 dokument) utgavs 1996 av Dalslands Fornminnes- och Hembygdsförbund genom Per-Axel Wiktorsson och Eva Odelman.